# М'ятна цукерка
«М'ятна цукерка» (кор.: хангиль: 박하사탕, НЛ: Bakha Satang) — південнокорейська драма режисера Лі Чхан Дона. Прем'єра фільму відбулася на Пусанському міжнародному кінофестивалі14 жовтня 1999 року. Стрічка стала лауреатом трьох нагород МКФ у Карлових Варах і премії «Великий дзвін» у категорії Найкращий фільм року.

## Сюжет
Весна, 1999 рік. Йонхо приходить на зустріч випускників. Він втратив усе: мрії, надію і кохання. Він підіймається на залізничний міст і кидається під потяг.
За три дні до цього його покинула дружина та обдурив бізнес-партнер. Він купує пістолет, але не встигає ним скористатися. Його зупиняє незнайомець, який виявляється чоловіком його першого кохання — Сунім. Йонхо відвідує Сунім у лікарні, де вона лежить у комі, і залишає їй м'ятні цукерки.
Літо, 1994 рік. Йонхо одружений і володіє меблевим магазином. Дружина Хонджа зраджує йому зі своїм інструктором з водіння, а Йонхо — зі своєю секретаркою. Сім'я влаштовує у їхньому новому будинку обід, на якому стає зрозуміло, що шлюб нещасливий. 
Квітень, 1987 рік. Хонджа вагітна. Йонхо працює у поліції. Він затримує і жорстоко катує свідка в одній зі справ. За його показами Йонхо вирушає до Кунсана, де безрезультатно розшукує Сунім.
Осінь, 1984 рік. Йонхо починає працювати поліціянтом. Його підштовхують до насильницьких методів допиту. Він бачиться із Сунім, але зрештою відштовхує її та починає зустрічатися з Хонджа. 
Травень, 1980 рік. Йонхо служить в армії. Сунім намагається відвідати його, але солдатів відправляють на придушення повстання. Йонхо отримує поранення в ногу й залишається позаду, після чого випадково вбиває невинну людину.
Осінь, 1979 рік. Двадцятирічні Йонхо і Сунім разом з іншими студентами щасливо відпочивають на пляжі поруч із залізничним мостом.

## Нагороди
| Рік  | Премія                                     | Категорія             | Номінант         | Результат | Прим. |
| ---- | ------------------------------------------ | --------------------- | ---------------- | --------- | ----- |
| 2000 | Премія мистецтв Пексан                     | Найкращий новий актор | Соль Кьон Гу     | Перемога  | [ 1 ] |
| 2000 | Премія мистецтв Пексан                     | Найкращий фільм       | «М'ятна цукерка» | Номінація | [ 2 ] |
| 2000 | Премія мистецтв Пексан                     | Найкращий режисер     | Лі Чхан Дон      | Номінація | [ 2 ] |
| 2000 | Премія мистецтв Пексан                     | Найкращий сценарій    | Лі Чхан Дон      | Номінація | [ 2 ] |
| 2000 | Премія «Великий дзвін»                     | Найкращий фільм       | «М'ятна цукерка» | Перемога  |       |
| 2000 | Блакитний дракон                           | Найкращий актор       | Соль Кьон Гу     | Перемога  |       |
| 2000 | Блакитний дракон                           | Найкращий сценарій    | Лі Чхан Дон      | Перемога  |       |
| 2000 | Міжнародний кінофестиваль у Карлових Варах | Спеціальний приз журі | «М'ятна цукерка» | Перемога  |       |
| 2000 | Міжнародний кінофестиваль у Карлових Варах | Премія Дон Кіхота     | Лі Чхан Дон      | Перемога  |       |
| 2000 | Міжнародний кінофестиваль у Карлових Варах | Netpac Award          | Лі Чхан Дон      | Перемога  |       |
| 2000 | Міжнародний кінофестиваль у Карлових Варах | Кришталевий глобус    | Лі Чхан Дон      | Номінація |       |
| 2000 | Премія Корейської асоціації кінокритиків   | Найкращий фільм       | «М'ятна цукерка» | Перемога  |       |
| 2000 | Премія Корейської асоціації кінокритиків   | Найкращий новий актор | Соль Кьон Гу     | Перемога  |       |
| 2000 | Премія Корейської асоціації кінокритиків   | Найкращий режисер     | Лі Чхан Дон      | Перемога  |       |
| 2000 | Премія Корейської асоціації кінокритиків   | Найкращий сценарій    | Лі Чхан Дон      | Перемога  |       |